# Chapelle Notre-Dame de Charné
La chapelle de Charné est une chapelle de la commune française d'Ernée, en Mayenne, en France. Il s'agit de l'ancienne église paroissiale d'Ernée.

## Localisation
La chapelle se trouve sur le bord de la N 12, dite route de Paris, dans la partie est de la ville d'Ernée .

## Historique

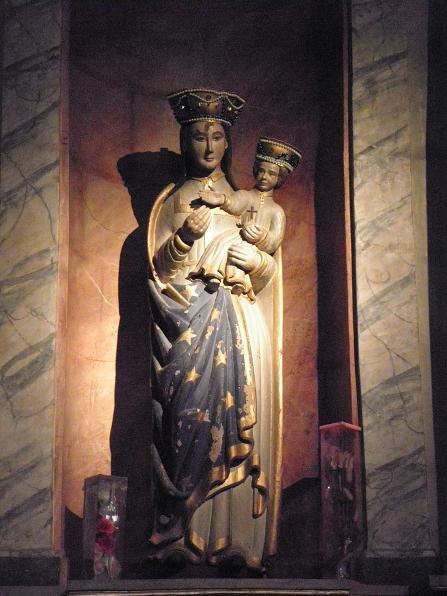
Notre-Dame de Charné.

L'existence de l'église de Charné est pour la première fois attestée par plusieurs pièces relatives à son rachat par Guillaume de Passavant, évêque du Mans, aux environs de 1150.
La construction de la partie centrale et du chœur peut être datée du début du XIIIe siècle. La nef a été détruite vers 1690, lors de la construction de l'église d'Ernée. Consacrée le 29 juin 1697, l'église d'Ernée remplace Charné comme église paroissiale.
La chapelle de Charné fait l’objet d’un classement au titre des monuments historiques depuis le 27 avril 1964.
Le cimetière qui l'entoure fait l’objet d’une inscription au titre des monuments historiques depuis le 27 avril 1964.